# Allium scotostemon
Allium scotostemon — вид рослин з родини амарилісових (Amaryllidaceae); ендемік Ірану. 2n=16.

## Поширення
Ендемік північного Ірану.